# Azeglio
Azeglio is een gemeente in de Italiaanse provincie Turijn (regio Piëmont) en telt 1303 inwoners (31-12-2004). De oppervlakte bedraagt 9,9 km², de bevolkingsdichtheid is 132 inwoners per km².
De volgende frazioni maken deel uit van de gemeente: Piane, Pobbia.

## Demografie
Azeglio telt ongeveer 549 huishoudens. Het aantal inwoners steeg in de periode 1991-2001 met 7,4% volgens cijfers uit de tienjaarlijkse volkstellingen van ISTAT.
| Jaar | Inwoneraantal |
| ---- | ------------- |
| 1991 | 1186          |
| 2001 | 1274          |

## Geografie
De gemeente ligt op ongeveer 260 m boven zeeniveau.
Azeglio grenst aan de volgende gemeenten: Bollengo, Palazzo Canavese, Piverone, Albiano d'Ivrea, Viverone (BI), Caravino, Settimo Rottaro, Borgo d'Ale (VC).

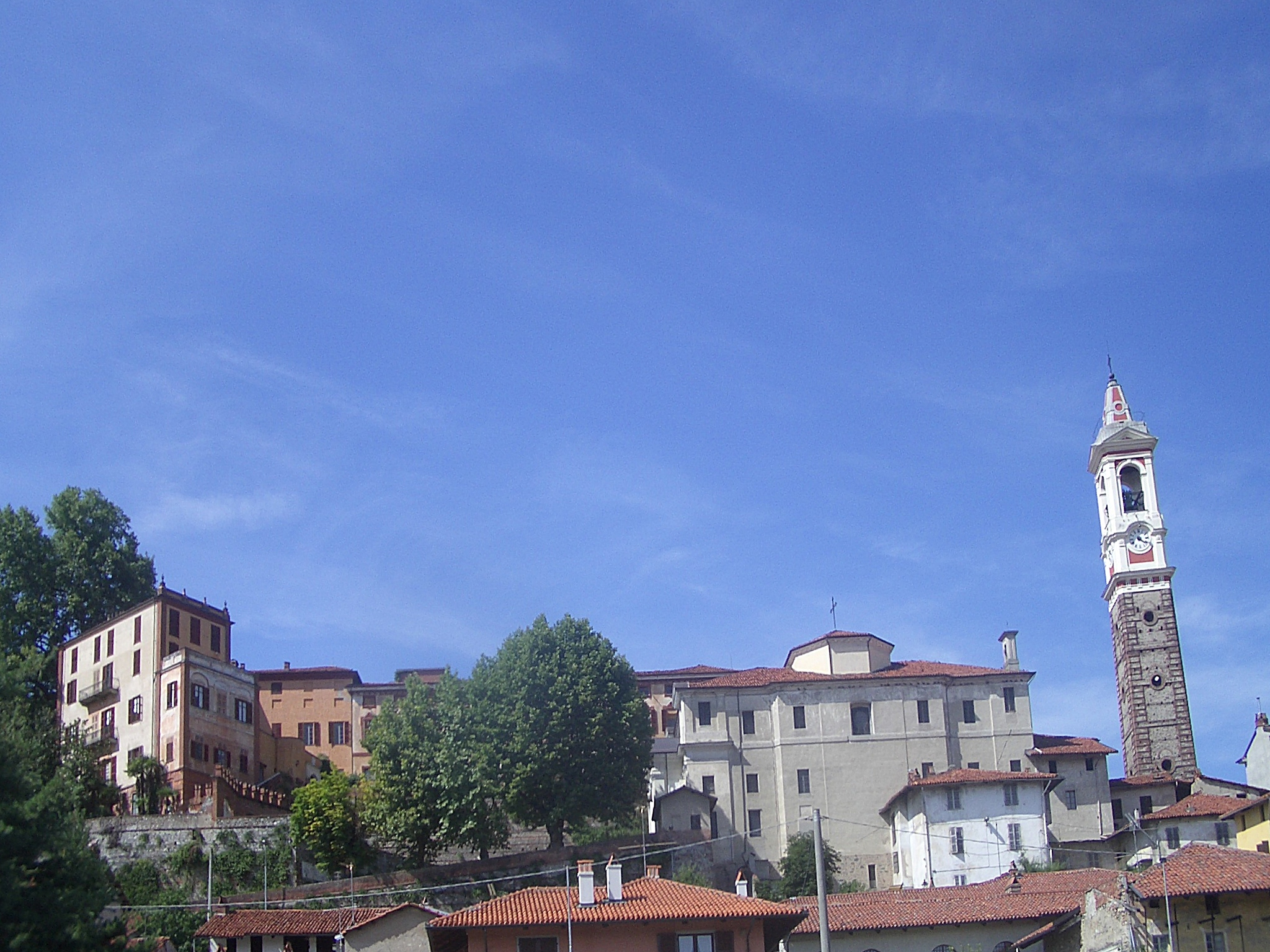
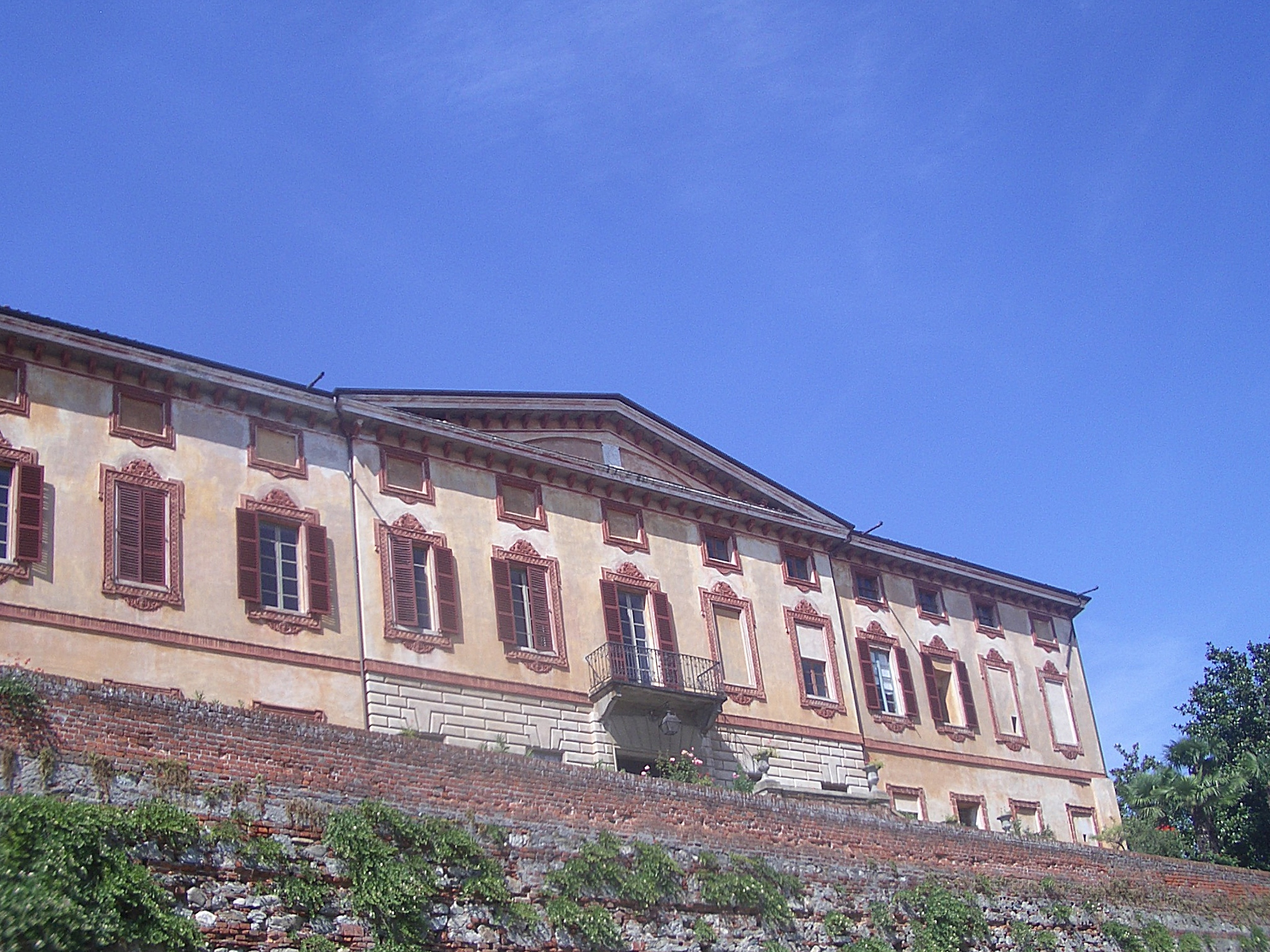

1. ↑  https://demo.istat.it/?l=it.